# 溫度測量

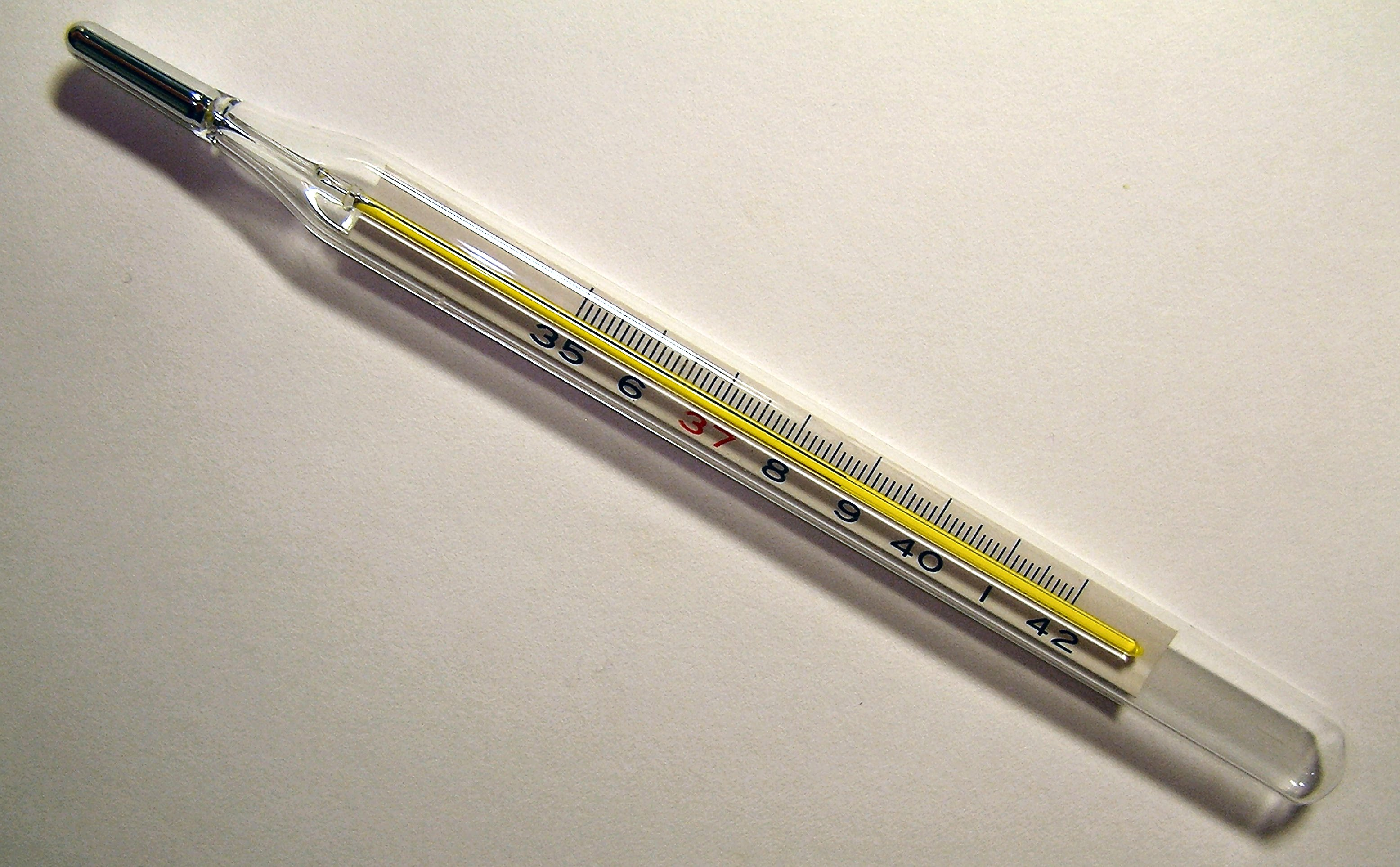
一個醫療/臨床用的溫度計，顯示溫度為38.7 °C

溫度測量（亦即測溫術）是一個描述測量此時此地溫度以立即或稍後估計的過程。由重複標準化測量組成的數據集可被用於評估溫度趨勢。

## 歷史
在17世紀之前，在標準化溫度測量這方面的嘗試是非常粗糙的。例如在公元170年，物理學家蓋倫將等量的冰和在沸點狀態下的水混合以創建“中立”的溫度指標。近代的科學領域源於17世紀佛羅倫薩科學家們的努力，包含了伽利略建造了能夠測量相對溫度變化的裝置，但實驗仍會受到大氣壓力變化的干擾。這些早期的裝置被稱為測溫器（thermoscope）。1654年，費迪南多二世·德·美第奇建造了第一個密封測溫器。現今溫度計與溫度尺度的發展始於18世紀初期，當丹尼爾·加布里爾·華倫海特製作出一個，由奧勒·羅默研發的，以汞為內容物且有刻度的溫度計。華氏溫標，與攝氏溫標和克氏溫標一起，現在仍被使用著。

## 技術
現今已開發了許多測量溫度的技術。其中大部分的都依賴於測量某些會隨著溫度變化的物理特性的材料。其中最常用的溫度測量裝置是水銀溫度計，由一個充滿水銀或其他流體的玻璃管組成，其中的流體也就是所謂的工作流體（Working Fluid）。溫度升高會導致流體膨脹，因此可以通過測量流體的體積來決定當下的溫度。此類溫度計通常已經過校準，因此只需觀察溫度計中的液面高度即可讀取溫度。還有另一種在不會在現實中使用到的，但從理論角度來看非常很重要，就是氣體溫度計。
其他重要的溫度測量設備包括：
- 熱電偶
- 熱敏電阻
- 電阻溫度計（RTD）
- 高溫計
- 蘭牟而探針（Langmuir probes）（電漿態的電子溫度）
- 紅外線溫度計
- 其他溫度計

測量溫度時要小心，必須確保測量儀器（溫度計、熱電偶等）與被測材料的溫度確實相同。在某些情況下，來自測量儀器的熱量可能會導致溫度梯度而使測量到的溫度與實際溫度有所偏差，在這種情況下，測得的溫度不僅會隨著系統的溫度而變化，還會隨著系統的導熱性質而變化。
人類、動物和植物所體驗到的溫度感不僅僅只是與玻璃溫度計上顯示的溫度有關。環境空氣中的相對濕度水平會引起或多或少的蒸發冷卻，濕球溫度的測量標準化了這種濕度的影響。平均輻射溫度也會影響體感溫度。即使玻璃溫度計顯示相同的溫度，風寒指數也會使有風條件下的天氣感覺比無風條件下的天氣更冷。氣流會增加了從身體傳熱或向身體傳熱的速度，導致相同環境溫度下體溫的較大變化。
溫度計的理論基礎是熱力學第零定律，理論中假設如果你有 A、B 和 C 三個物體，如果 A 和 B 處於相同溫度，並且 B 和 C 處於相同溫度，則 A 和 C 處於相同溫度。 B，當然就是溫度計了。
測溫的基礎是建立在三相點（Triple Point Cells）瓶的存在。三相點是一個壓力、體積和溫度的條件，使得三相相同時存在，例如固體、蒸汽和液體。對於如此唯一組成的條件，三個變量的任何變化都會導致一個或多個相從瓶（cell）中消失。因此，三相點瓶（triple point cells）可用作溫度和壓力的通用參考。（參見吉布斯相律）。
在某些情況下，可以直接使用普朗克黑體輻射定律來測量溫度。例如，宇宙微波背景的溫度是透過威爾金森微波各向異性探測器等衛星觀測器所觀測到的光子光譜測量到的。在夸克-膠子電漿對重離子碰撞的研究中，單粒子光譜有時候作為溫度計。

### 非侵入性測溫術
近幾十年來，已有許多測量溫度的技術被開發。生物技術領域最有前途和最廣泛使用的非侵入式測溫技術，是基於對磁共振圖像、計算斷層掃描圖像和超聲波斷層掃描的分析。這些技術允許在不植入感應元件的情況下監測組織內的溫度。 在反應流（例如，燃燒、電漿）的領域，雷射誘導螢光（LIF）、CARS 和雷射吸收光譜已被用於測量引擎、燃氣渦輪發動機、衝擊波管、合成反應器（synthesis reactors） 等內部的溫度。儘管能夠“不”干擾測量對象（例如：火焰、衝擊加熱的氣體），這種以光學為基礎技術仍需要高速測量（低至奈秒時間尺度）的能力。

## 地表氣溫
地球表面附近的空氣溫度是在測候所（meteorological observatories）與氣象站，他們通常是使用放置在陰暗處中的溫度計，例如百葉箱（一個標準且通風良好的白色箱子），而溫度計應放置在於離地面1.25-2公尺的位置。此設置的詳細資訊由世界氣象組織（World Meteorological Organization，WMO）所定義的。
真實的每日平均值可以從連續記錄的溫度記錄儀中獲得，通常它是透過取離散讀數的平均值（例如 24 小時讀一次、四個 6 小時讀一次等）或是每日最高和最低讀數的平均值（儘管後者可能導致平均溫度比真實平均溫度更冷或更暖高達1 °C ，具體取決於觀察時間）。
全球的平均地表氣溫大約為14 °C。

## 溫度比較
| 事件                 | 凱氏溫標 | 攝氏溫標 | 華氏溫標  | 蘭金溫標  | 德利爾溫標 | 牛頓溫標 | 列氏溫標 | 羅氏溫標 |
| -------------------- | -------- | -------- | --------- | --------- | ---------- | -------- | -------- | -------- |
| 絕對零度             | 0.00     | −273.15  | −459.67   | 0.00      | 559.73     | −90.14   | −218.52  | −135.90  |
| 地球表面溫度最低紀錄 | 184      | −89.2    | −128.6    | 331       | 284        | −29      | −71      | −39      |
| 華氏鹽冰混合物       | 255.37   | −17.78   | 0.00      | 459.67    | 176.67     | −5.87    | −14.22   | −1.83    |
| 標準大氣壓下水的冰點 | 273.15   | 0.00     | 32.00     | 491.67    | 150.00     | 0.00     | 0.00     | 7.50     |
| 水三相點             | 273.16   | 0.01     | 32.018    | 491.688   | 149.985    | 0.0033   | 0.008    | 7.50525  |
| 地球表面平均溫度     | 288      | 15       | 59        | 519       | 128        | 5        | 12       | 15       |
| 人體正常體溫*        | 310      | 37       | 98        | 558       | 95         | 12       | 29       | 27       |
| 地球表面溫度最高紀錄 | 331      | 58       | 136.4     | 596       | 63         | 19       | 46       | 38       |
| 標準大氣壓下水的沸點 | 373.1339 | 99.9839  | 211.97102 | 671.64102 | 0.00       | 33.00    | 80.00    | 60.00    |
| 鈦 溶點              | 1941     | 1668     | 3034      | 3494      | −2352      | 550      | 1334     | 883      |
| 太陽表面溫度         | 5800     | 5500     | 9900      | 10400     | −8100      | 1800     | 4400     | 2900     |

## 標準
美國機械工程師學會（American Society of Mechanical Engineers (ASME)）在溫度測量上制定出了兩種不同且獨特的標準,B40.200和PTC 19.3.。
B40.200 為雙金屬驅動（bimetallic-actuated）、填充系統（filled-system）、玻璃液體（liquid-in-glass）溫度計提供指南。它還提供了保護套管（thermowell）的指南。
PTC 19.3 提供與性能測試規範（Performance Test Codes，PTCs）相關的溫度測量指南，特別了強調測量誤差的基本來源和應對這些誤差的技術。

### 美國機械工程師學會（ASME）之標準
- B40.200-2008：溫度計，直接讀取和遠端讀取。[9]
- PTC 19.3-1974(R2004)：對溫度測量的性能測試規範（Performance Test Codes，PTCs）。[10]

## 引用
1. 1 2  T. J. Quinn. . London: Academic Press. 1983.
2. ↑  . Measurements and Biomedical Instrumentation Lab. Università Campus Bio-Medico di Roma.   [2022-12-08]. （原始内容存档于2014-07-14）.
3. ↑  Chrystie, Robin S. M.; Feroughi, Omid M.; Dreier, Thomas; Schulz, Christof. . Applied Physics B. 2017-03-21, 123 (4): 104. Bibcode:2017ApPhB.123..104C. ISSN 1432-0649. doi:10.1007/s00340-017-6692-0 （英语）.
4. ↑  
Baker, Donald G. . Journal of Applied Meteorology. June 1975, 14 (4): 471–476. Bibcode:1975JApMe..14..471B. doi:10.1175/1520-0450(1975)014<0471:EOOTOM>2.0.CO;2 .
5. 1 2 3  The Coldest Inhabited Places on Earth （页面存档备份，存于）; researches of the 沃斯托克站 recorded the coldest known temperature on Earth on July 21st 1983: −89.2 °C (−128.6 °F).
6. 1 2 3  World: Highest Temperature 的存檔，存档日期January 4, 2013，.; an Italian weather station in 阿齊濟耶 (利比亞) measured a temperature of 58 °C (136.4 °F) on September 13th 1922. "Although this record has gained general acceptance as the world's highest temperature recorded under standard conditions, the validity of the extreme has been questioned."
7. 1 2  , Wikipedia, 2018-03-09  [2018-07-05] （英语）
8. 1 2  http://www.tampile.com/scales.php （页面存档备份，存于） Tampile – Temperature Conversion Scales
9. ↑  . American Society of Mechanical Engineers.   [2015-05-13]. （原始内容存档于2018-11-20）.
10. ↑  . American Society of Mechanical Engineers.   [2015-05-13]. （原始内容存档于2015-09-08）.

## 外部連結
- Callendar, Hugh Longbourne. .  26 (第11版). London: 814–821. 1911. Another contemporaneous survey of related material.
- Callendar, Hugh Longbourne. .  26 (第11版). London: 821–836. 1911. A detailed contemporaneous survey of thermometric theory and thermometer design.
- A comparison of different measurement technologies Agilent Technologies, Inc.  (PDF).   [2018-11-19]. （原始内容 (PDF)存档于2017-11-16）. [We] explore the more common temperature monitoring techniques and introduce procedures for improving their accuracy.